# Álvaro González (Fußballspieler, 1973)
Álvaro González, vollständiger Name Álvaro Fabián González Pintos, (* 12. September 1973 in Canelones) ist ein ehemaliger uruguayischer Fußballspieler.

## Karriere
Der 1,79 Meter große Offensivakteur González gehörte zu Beginn seiner Karriere von 1992 bis Ende 1997 der Mannschaft des Club Atlético Cerro an. 1998 war er für Everton de Viña del Mar in Chile aktiv. Im Folgejahr stand er in Reihen des Erstligateams Frontera Rivera. Zum Jahresanfang wechselte er zu Bella Vista und verblieb dort bis Ende 2001. Im Juli 2002 verpflichtete ihn UNAM Pumas. Für die Mexikaner bestritt er 34 Spiele und schoss zehn Tore. 2003 war Dorados de Sinaloa sein Arbeitgeber, bei dem er vier Treffer bei zwölf Einsätzen erzielte. Von 2004 bis 2006 spielte er für Lagartos de Tabasco. Für den Klub aus Villahermosa lief er in 89 Partien auf und traf 48-mal ins gegnerische Tor. 2006 begann er sodann ein bis 2009 währendes Engagement beim Puebla FC. In den Spielzeiten 2007/08 und 2008/09 stehen dort 65 Erstligaeinsätze mit 24 persönlichen Torerfolgen für ihn zu Buche. Ende Juni 2009 schloss er sich auf Leihbasis bis zum Jahresende Lobos de la BUAP an. Für den ebenfalls in Puebla ansässigen Klub bestritt er 19 Spiele und zeichnete sich neunmal als Torschütze aus. Für das Jahr 2010 kehrte er zum Puebla FC zurück und kam fortan in 30 Erstligabegegnungen, bei denen er acht Tore schoss. In den letzten Dezembertagen 2010 wechselte er zum Danubio FC. In Reihen der Montevideaner lief er achtmal in der Primera División auf und erzielte einen Treffer.